# Exocentrus montilineatus
Exocentrus montilineatus là một loài bọ cánh cứng trong họ Cerambycidae.